# Сарка (верхний приток Капши)
Сарка, Пельдужская Сарка — река в России, левый приток Капши. Протекает по Тихвинскому и Лодейнопольскому районам Ленинградской области.
Исток — озеро Большое в Тихвинском районе, севернее Шугозера. Течёт сперва на север, затем поворачивает на запад. Пересекает границу Лодейнопольского района, впадает в Капшу в 64 км от её устья, с левого берега, выше деревни Усть-Сара.
Длина реки — 37 км, площадь водосборного бассейна — 275 км².
Притоки (от устья к истоку):
- Лямжа (левый)
- Ровой (правый)

Ниже по течению реки Капши, есть ещё один левый приток — река Сарка. Впадает в Капшу в деревне Ерёмина Гора.

## Данные водного реестра
По данным государственного водного реестра России относится к Балтийскому бассейновому округу, водохозяйственный участок реки — Свирь, речной подбассейн реки — Свирь (включая реки бассейна Онежского озера). Относится к речному бассейну реки Нева (включая бассейны рек Онежского и Ладожского озера).
Код объекта в государственном водном реестре — 01040100812102000013574.